# 1974 en science
| Années de la science : 1971 - 1972 - 1973 - 1974 - 1975 - 1976 - 1977    |
| Décennies de la science : 1940 - 1950 - 1960 - 1970 - 1980 - 1990 - 2000 |

Cet article présente les faits marquants de l'année 1974 en science.

## Évènements
- 10 janvier : Eli Lilly and Company dépose une demande de brevet pour la fluoxétine, commercialisé sous le nom Prozac en 1986[1].
- Janvier : le nouveau système informatique d’exploitation, Unix, mis au point par les laboratoires Bell depuis 1969, devient « portable », c’est-à-dire susceptible d’être utilisé sur n’importe quel type d’ordinateur, ce qui permet la décentralisation de l’informatique. L'Université de Californie à Berkeley en reçoit la première version[2].

- 25 mars : dépôt du brevet de la carte à puce par Roland Moreno[3].

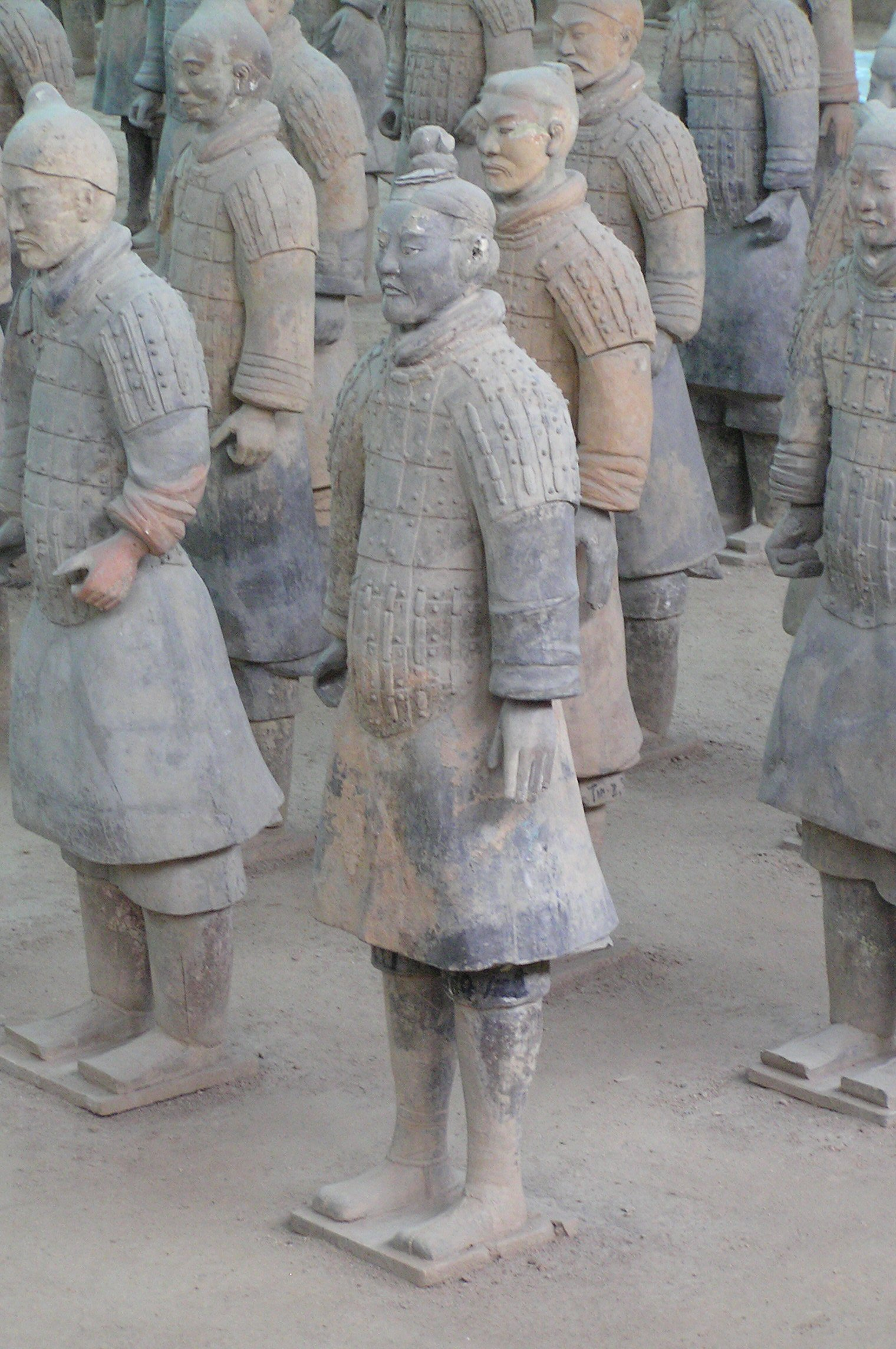
Groupe de guerriers, puits 1, Xian, Chine

- 29 mars : découverte de l'armée enterrée de soldats en terre cuite du mausolée de l'empereur Qin en Chine[4].

- Mai : le protocole TCP (programme de contrôle de transmission) est proposé par les informaticiens américains Vint Cerf et Bob Kahn[5].

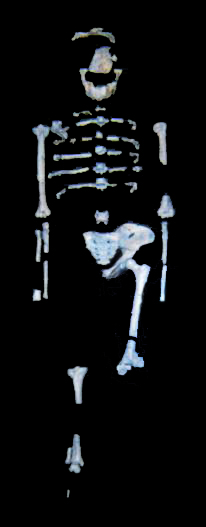
Lucy

- 30 novembre : découverte de Lucy en Éthiopie, un australopithèque de plus de 3 millions d'années[6].

- Les chimistes allemands Manfred Eigen et Manfred Sumper démontrent que des mélanges de monomères de nucléotide en présence d'ARN polymérase forment des molécules d'ARN qui peuvent répliquer, muter et évoluer in vitro[7].

- La classification cladistique fait l'objet d'un débat entre Ernst Mayr (1904-2005) et Willi Hennig (1913-1976) qui a marqué l’histoire de la systématique moderne[8].

### Sciences physiques
- 5 février : la sonde américaine Mariner 10 photographie Vénus avant de continuer sa route vers Mercure dont elle transmet les premières images le 24 mars[9].
- 8 février : les astronautes américains Gerald Carr, William Pogue et Edward Gibson regagnent le sol à l'issue de la plus longue mission du programme Skylab (84 jours)[10].

- 5 mars : un conseil ministériel restreint décide l'accélération du programme nucléaire français ; seize nouvelles unités sont envisagées (plan Messmer)[11].

- 1er avril : création de la classification Fanaroff-Riley[12].

- 18 mai : première explosion atomique indienne[13].

- 9- 10 novembre : annonce de la découverte des premières particules charmées simultanément par Burton Richter au SLAC et Samuel Ting à Brookhaven[14].
- 16 novembre : un message est lancé par le radiotélescope d'Arecibo à destination d'éventuels êtres extraterrestres[15].

## Prix
- Prix Nobel

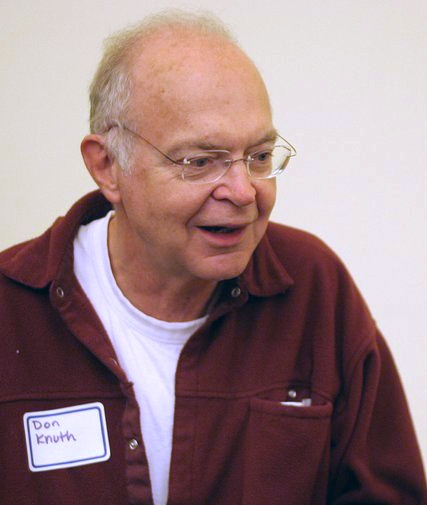
Donald Knuth

- Physique : Sir Martin Ryle, Antony Hewish
- Chimie : Paul J. Flory (américain)
- Physiologie ou médecine : Albert Claude, Christian de Duve (Belges), George Emil Palade (Américain, né en Roumanie)

- Prix Lasker
- Prix Albert-Lasker pour la recherche médicale fondamentale : Ludwik Gross, Howard Skipper, Sol Spiegelman, Howard Temin
- Prix Albert-Lasker pour la recherche médicale clinique : John Charnley

- Médailles de la Royal Society
- Médaille Copley : William Vallance Douglas Hodge
- Médaille Darwin : Philip MacDonald Sheppard (en)
- Médaille Davy : James Baddiley
- Médaille Hughes : Peter Fowler
- Médaille royale : George Edwards (en), Sydney Brenner, Fred Hoyle
- Médaille Rumford : Alan Cottrell

- Médailles de la Geological Society of London
- Médaille Lyell : Martin Fritz Glaessner
- Médaille Murchison : William Alexander Deer
- Médaille Wollaston : Francis J. Pettijohn

- Prix Jules-Janssen (astronomie) : Walter Ernst Fricke (de)
- Prix Turing : Donald Knuth
- Médaille Bruce (Astronomie) : Martin Ryle
- Médaille Fields : Enrico Bombieri (italien), David Mumford (américain)
- Médaille Linnéenne : E.H.W. Hennig et Josias Braun-Blanquet
- Médaille d'or du CNRS : Edgar Lederer

## Naissances

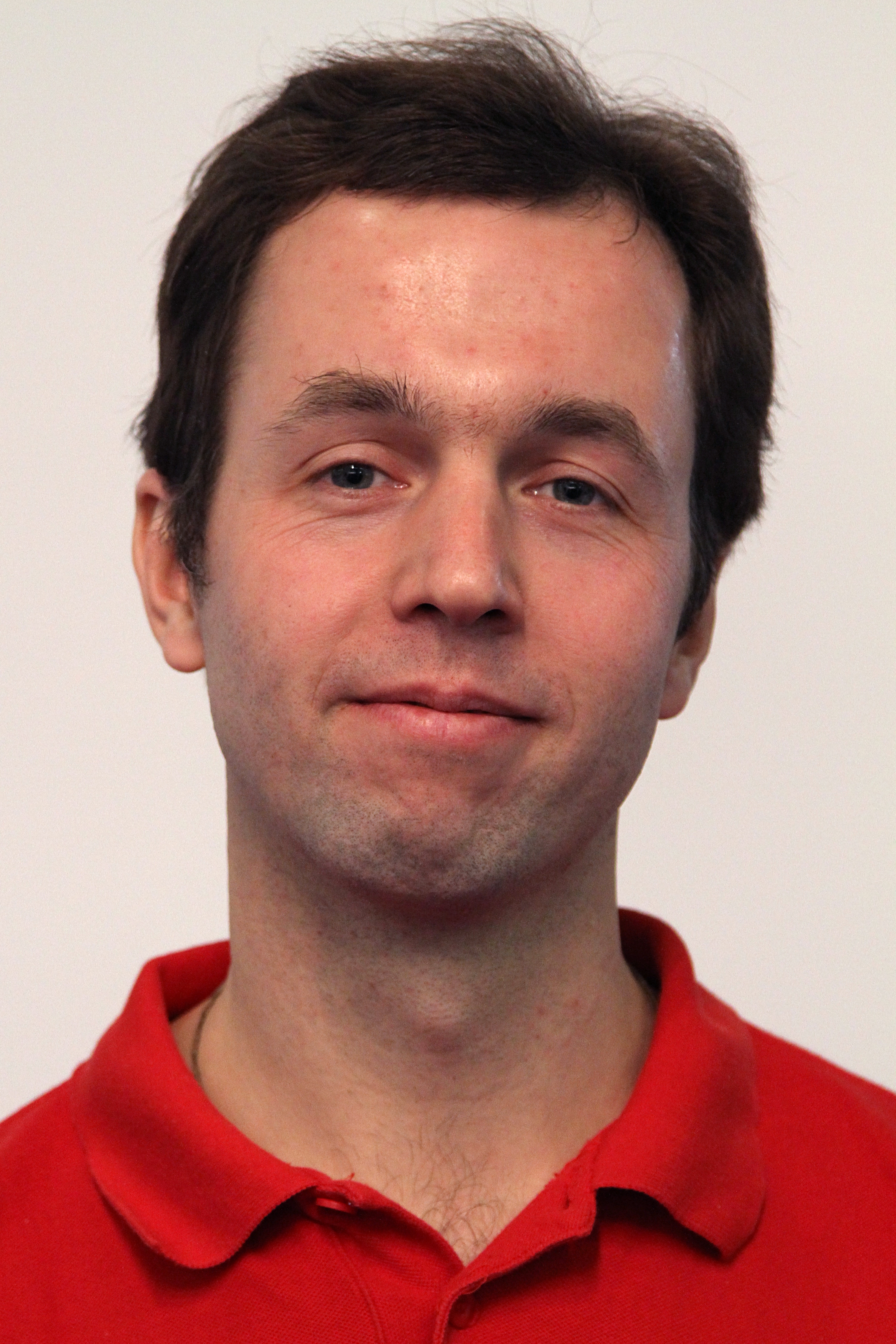
Dmitry Sklyarov

- 9 janvier : Talitha Washington, mathématicienne américaine.
- 23 janvier : Jack Fisher, astronaute américain.

- 20 mars : Sam Dunn, musicien et anthropologue.
- 23 avril : Richmond Sarpong, chimiste ghanéen-américain.

- 3 juillet : Carolina Ödman-Govender (morte en 2022), physicienne suisse.

- 3 août : DJ Patil, statisticien américain.
- 23 août : Konstantin Novoselov, physicien russo-britannique, récipiendaire du prix Nobel de physique en 2010.
- Août : Sam Lantinga, informaticien américain.

- 9 octobre : Vivek Kundra, informaticien américain et responsable fédéral des systèmes d'informations (Chief Information Officer) dans l'administration Obama.
- 30 novembre :  Frédéric Keck, historien et anthropologue français.
- 18 décembre : Dmitry Sklyarov, programmeur russe.

- Christian Marois, astrophysicien canadien.
- David Wagner, cryptologue et informaticien américain.

## Décès

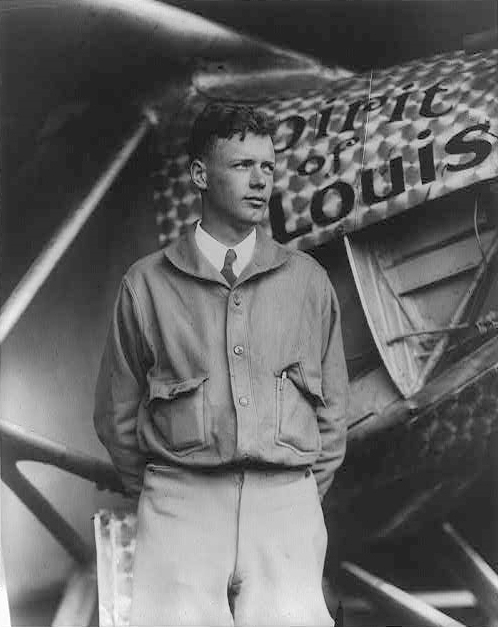
Charles Lindbergh

- 7 janvier : Charles Coulson (né en 1910), chercheur en chimie britannique.
- 13 janvier : Ludwig Ferdinand Clauss (né en 1892), psychologue et anthropologue allemand.

- 2 février : Imre Lakatos (né en 1922), logicien et épistémologue hongrois.
- 8 février : Fritz Zwicky (né en 1898), astrophysicien américano-suisse.
- 15 février : George Snedecor (né en 1881), statisticien américain.
- 23 février : George Van Biesbroeck (né en 1880), astronome belgo-américain.

- 3 mars : Mikhaïl Tikhonravov (né en 1900), ingénieur astronautique soviétique.
- 9 mars : Earl Wilbur Sutherland Jr. (né en 1915), physiologiste américain, prix Nobel de physiologie ou médecine en 1971.
- 26 mars : Michael Avi-Yonah (né en 1904), archéologue et historien israélien.

- 10 avril : Roger Bastide (né en 1898), sociologue et anthropologue français.
- 11 avril : Abraham Robinson (né en 1918), mathématicien, logicien et un ingénieur américain d'origine allemande.
- 17 avril : Marcel Roubault (né en 1905), géologue français.

- 4 mai : William Maurice Ewing (né en 1906), géophysicien et océanographe américain.
- 24 mai : Clyde Cowan (né en 1919), physicien américain, prix Nobel de physique en 1995.
- 24 juin : Raymond Priestley (né en 1886), géologue et géographe britannique.
- 25 juin : Cornelius Lanczos (né en 1893), mathématicien et physicien hongrois.

- 12 juillet : Pierre Cintas (né en 1908), fonctionnaire et archéologue français.
- 13 juillet : Patrick Blackett (né en 1897), physicien britannique, prix Nobel de physique en 1948.
- 24 juillet : James Chadwick (né en 1891), physicien britannique, prix Nobel de physique en 1935.
- 26 août : Charles Lindbergh (né en 1902), pionnier de l'aviation américain.

- 1er octobre : Spyridon Marinatos (né en 1901), archéologue grec.
- 9 octobre : Pedro Bosch-Gimpera (né en 1891), archéologue, ethnologue et préhistorien espagnol.
- 10 octobre : Alfred Irving Hallowell (né en 1892), anthropologue américain.
- 11 octobre : Eberhard Otto (né en 1913), égyptologue allemand.
- 21 octobre : Frederik Jacobus Johannes Buytendijk (né en 1887), biologiste, anthropologue, psychologue et physiologiste néerlandais.
- 2 décembre : Italo Gismondi (né en 1887), architecte et archéologue italien.